# جانين كريسبين
جانين كريسبين (بالفرنسية: Janine Crispin)‏ هي ممثلة فرنسية، ولدت في 25 يونيو 1911 في باريس في فرنسا، وتوفي بنفس المكان في 16 يونيو 2001.

## وصلات خارجية
- جانين كريسبين على موقع IMDb (الإنجليزية)
- جانين كريسبين على موقع ألو سيني (الفرنسية)
- جانين كريسبين على موقع أول موفي (الإنجليزية)
- جانين كريسبين على موقع قاعدة بيانات الفيلم (الإنجليزية)
- جانين كريسبين على موقع كينوبويسك (الروسية)